# Ledena dvorana Pionir
Die Ledena dvorana Pionir (serbisch-kyrillisch Ледена дворана Пионир, deutsch Pionir-Eishalle) ist eine an die Aleksandar-Nikolić-Halle angeschlossene Eissporthalle in der serbischen Hauptstadt Belgrad. 

## Geschichte

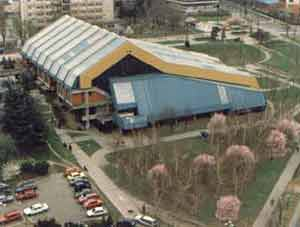
Außenansicht der Halle (September 2011)

Die Halle wurde am 12. März 1978 eröffnet. Sie gehört zum Sport- und Freizeitzentrum Tašmajdan (serbisch Спортско-рекреациони центар Ташмајдан / Sportsko-rekreativni centar Tašmajdan) im Belgrader Stadtteil Palilula im Tašmajdan Park. Die Halle ist die Heimspielstätte des Eishockeyclubs HK Partizan Belgrad aus der Serbischen Eishockeyliga. Sie bietet maximal 2000 Zuschauern Platz.
Seit der teilweisen Renovierung der Eishalle im Jahr 2001 war sie Austragungsort zahlreicher Eishockey-Weltmeisterschaften der Division III der U20-Junioren. 2014 wurde erstmals eine Herren-Weltmeisterschaft der Division IIA in der Halle ausgetragen.